# Pardosa monticola
Pardosa monticola es una especie de araña araneomorfa del género Pardosa, familia Lycosidae. Fue descrita científicamente por Clerck en 1757.
Habita en Europa, Turquía y Georgia.

## Descripción
Las hembras miden de 5 a 7 mm de largo, los machos de 4 mm a 6 mm. La hembra tiene un abdomen de color marrón oscuro con manchas blancas a lo largo del flanco y una marca cardíaca de color marrón claro evidente, el caparazón es de color marrón oscuro con una banda mediana blanca y dos franjas blancas angostas a cada lado. Las patas y los palpos son marrones con manchas más oscuras y las patas tienen espinas oscuras. Los machos son casi idénticos a las hembras, pero son más oscuros y carecen de las manchas más oscuras en las patas, pero tienen fémures y coxas oscuros. P. monticola es similar a Pardosa agrestis y Pardosa palustris.

## Distribución
Extendido en Europa occidental y central en gran parte al oeste. En Gran Bretaña se extiende hacia el norte hasta el centro de Escocia. Su presencia ha sido confirmada en todos los países de Europa del este hasta Finlandia y Estonia, pero su presencia no está confirmada en Moldavia, Ucrania y Bielorrusia y no está registrada en Grecia.

## Biología
Pardosa monticola se encuentra normalmente en vegetación corta abierta en pastizales, prados, brezales abiertos y dunas, especialmente donde la tierra no está sujeta a ningún tipo de mejora. P. monticola puede ser numerosa en áreas de pastizales calcáreos y en dunas estabilizadas. En algunas partes de Gran Bretaña, por lo general se encuentra exclusivamente en el césped corto de las colinas de tiza. Los adultos están activos principalmente desde principios hasta mediados del verano, las hembras más tarde que los machos. Un estudio en la isla de Frisia de Schiermonnikoog encontró que, en simpatía con Pardosa nigriceps y Pardosa pullata, P. monticola prefería las partes áridas y con menos vegetación del área de estudio y se encontraba con más frecuencia en la capa del suelo que sus cogeneradores.